# وتله واله اگلی
وتله واله اگلی (انگلیسی: Vetle Walle Egeli؛ زادهٔ ۲۳ ژوئن ۲۰۰۴) بازیکن فوتبال اهل نروژ است که در حال حاضر برای باشگاه فوتبال ساندفیورد بازی می‌کند. 
از باشگاه‌هایی که در آن بازی کرده است می‌توان به باشگاه فوتبال ساندفیورد اشاره کرد.

## دوران باشگاهی
واله اگلی متولد لارویک است، وتله واله اگلی دوران جوانی خود را با آکادمی‌های نانست و ساندفیورد سپری کرد. پس از اینکه تیم ساندفیورد با بحران مصدومیت مواجه شد، وتله واله اگلی فرصت حضور در تیم اول را پیدا کرد.

## دوران ملی
وی همچنین در تیم‌های ملی فوتبال زیر ۱۷ و ۱۸ سال نروژ بازی کرده است.

## زندگی شخصی
وتله واله اگلی برادر کوچکتر سیندره واله اگلی است. سیندره نیز بازیکن فوتبال است.